# تترابوتیل آمونیوم هیدروکسید
تترابوتیل آمونیوم هیدروکسید (به انگلیسی: Tetrabutylammonium hydroxide) یک ترکیب شیمیایی با شناسه پاب‌کم ۲۷۲۳۶۷۱ است.